# 洲仔島 (深圳)
洲仔島（在1922年香港繪製地圖中稱為Peak Rock）是一個位於中國廣東省深圳市鹽田區大梅沙灣上的一個大鵬灣島嶼，屬中國國家海洋局制定之《可开发利用无居民海岛名录》指定島嶼之一。

## 位置
東北距大梅沙上角灣約600米，南距香港北區的吉澳約4.7公里。

## 爭議

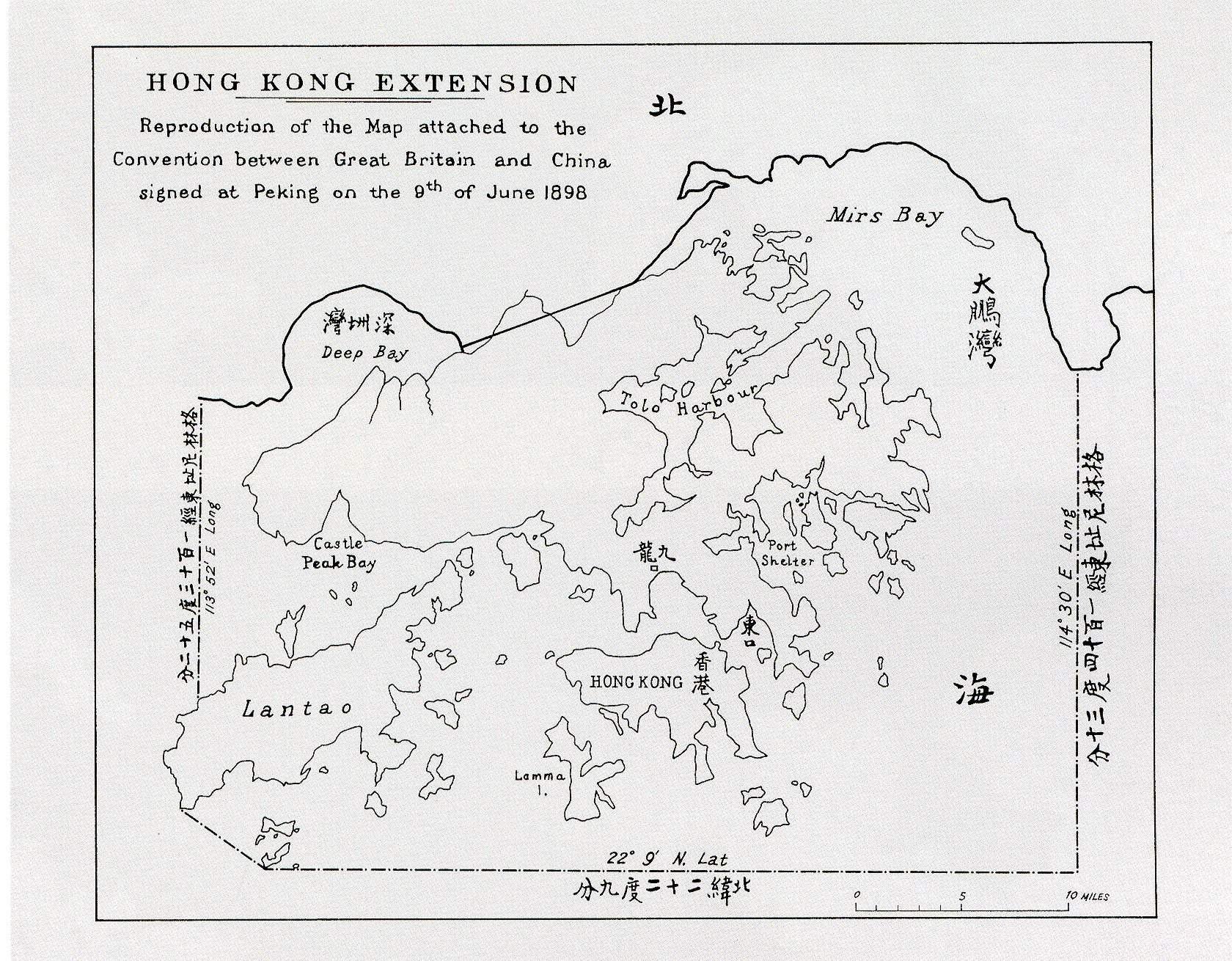
1898年的《展拓香港界址專條》中的大鵬灣

根據1898年清政府與英國簽訂的《展拓香港界址專條》所示，香港及中國大陸在北面是以深圳河和深圳南部的海岸線為界限，換言之，整個大鵬灣海域都是香港的管轄範圍，洲仔島亦自然而然地屬於香港法理上的最東端陸地。1922年，香港繪製地圖中更明確地指出洲仔島的主權是屬於香港管轄範圍內。然而自條約制定起，該島一直不被英國和港英政府所重視，而因為洲仔島是無人島，與中國大陸距離亦相當近，來自深圳一方的遊客和居民都可以自租船隻進出洲仔島而不被香港水警驅逐。
直至香港主權移交後，香港特区政府與北京中央政府商議修改大鵬灣界線中把近岸的大鵬灣水域給予深圳市管轄，洲仔島也被包括在內，至此有關的主權爭議也告一段落。

## 人口
島內並無居民，鄰近的大梅沙海濱公園的旅客可租小船前往，由於該島水質較好，海底有較多深海魚類和植物，故到訪該島的主要是浮潛愛好者。

## 相關連結
- 洲仔頭
- 深圳島嶼

## 外部連結
- 深圳附近有哪些岛屿？⁠（存档）
- 深圳市洲仔岛 - 百度百科